# Adass Jeschurun (Heilbronn)
Die  Adass Jeschurun in Heilbronn wurde 1910 als orthodoxe jüdische Gemeinde neben der reformorientierten zentralen Synagogengemeinde zu Heilbronn gegründet. Sie gehörte zur Bewegung der Austrittsorthodoxie.

## Geschichte

### Anlass
Am 26. Juni 1905 wurde das von Emil Beutinger geplante und entworfene Krematorium in Heilbronn eröffnet, eine der ersten Anlagen dieser Art in Süddeutschland. Die Einäscherung eines Mitglieds der jüdischen Glaubensgemeinschaft und die Beisetzung seiner Aschenurne auf einem jüdischen Friedhof führte zur Gründung der neuen israelitischen Religionsgemeinschaft Adass Jeschurun, die sich von der zentralen Synagogengemeinde trennte. Die Kremation galt als unvereinbar, sowohl mit der Tradition der jüdischen Totenbestattung, als auch mit Maimonides (und seinem 13. Glaubensbekenntnis) und Jecheskiel (Weissagung Kap. 37 von der Auferstehung der Gebeine am Jüngsten Tage). Grund war, dass das Judentum die strenge Trennung von Leib und Seele nicht kennt. Daher umfasst auch die Vorstellung von der Auferweckung zu neuem Leben die ganze Person. Wenn nun aber die ganze Person eingeäschert würde, bestünde demnach auch keine Auferstehung.

### Personen und Leitsätze
Unter der Leitung der Heilbronner Bürger jüdischen Glaubens David Reis und Emanuel Kaufmann entwickelte sich eine Abspaltung von der als assimiliert geltenden zentralen Synagogengemeinde Heilbronn. Diese neue Gemeinschaft nannte sich die Heilbronner Israelitische Religionsgemeinschaft Adass Jeschurun. Folgende Worte des Tenach waren für die zweite Heilbronner jüdische Gemeinde maßgebend: Ihr sollt mir sein ein Volk von Priestern!
Mit diesen Worten waren insbesondere die Beachtung und Wahrung der Tora und ihrer Gesetze (siehe Halacha) gemeint. Die neue jüdische Gemeinde Heilbronns verstand sich als orthodox und gesetzestreu gemäß den Ansichten des Frankfurter Rabbiners Samson Raphael Hirsch.

### „Ostjuden“
Die Ostjuden, die auch „Ostbrüder“ der orthodoxen Israelitischen Religionsgemeinschaft Adass Jeschurun genannt wurden, bestanden aus sieben Familien, die von Polen hier zugezogen waren. Die Ostbrüder wurden von der Heilbronner Orthodoxie wegen ihrer Überlegenheit jüdischen Wissens und ihrem uneingeschränkten Glaubensbekenntnis bewundert und hochgeschätzt. Die „Ostjuden“ wurden, weil sie als polnische Staatsbürger registriert waren, auch 1938 zuerst deportiert und ermordet. Das waren Nachmann und Marie Gesinsky, Bernhard und Dina Mangel, Simon und Adele Mandellaub mit Tochter Sylvia und das Ehepaar Chaim und Pauline Schiffer.

### Vorstände
Der erste Vorstand der Israelitischen Religionsgemeinschaft Adass Jeschurun war David Reis, dessen Neffe Arthur Reis in seinem Buch Der eiserne Steg aus der Gemeinde berichtet hat. Auf David Reis folgten 1929 Heinrich Scheuer und 1939 Dr. Moses Strauss.

### Rabbiner
Der erste orthodoxe Rabbiner der neuen Israelitischen Religionsgemeinschaft Adass Jeschurun war Dr. Jonas Ansbacher aus Würzburg. Dem Rabbiner Ansbacher folgte kurzzeitig der Lehrer Isaak Majer, woraufhin der Gemeinde ein zweiter Rabbiner, nämlich Benno Cohen zur Verfügung stand. Der dritte Rabbiner war Dr. Gerson Feinberg und der vierte Kurt Flamm. Die Familie Feinberg mit Ausnahme des Sohnes Esra wurde deportiert und ermordet.

### Betsaal
Als Betsaal der  Israelitische Religionsgemeinschaft Adass Jeschurun wurde zunächst ein Raum in einem Altbau in der Siebeneichgasse angemietet, später im Hinterhaus des Gebäudes Uhlandstraße 7, das der jüdischen Familie Rosenstein gehörte. Dort war ein 80 m² großer Raum, der früher gewerblichen Zwecken gedient hatte und nun zum Betsaal umgewidmet worden war. Der Betsaal war in einen kleinen Vorraum und einem Hauptraum untergliedert. Im Vorraum befand sich die Garderobe für die Kohanim und ein Waschbecken für die Händewaschung des Leviten vor dem Priestersegen. Durch den Vorraum gelangte man in den Betsaal, in dem fünfzig Bänke für die männlichen Gemeindemitglieder standen. Hinter einem durchsichtigen Vorhang waren zusätzlich Frauensitzplätze mit zwanzig Bänken angebracht. Der Aron ha'kodesch (hebr.: ארון הקודש, dt.: „Heilige Lade“) war ein Schrein, wo mehrere Torarollen für die Verlesung der jeweiligen Parascha (Wochenabschnitt) aufbewahrt wurden. Eine der Torarollen war am 11. Januar 1933 von dem damaligen Vorsteher Heinrich Scheuer und Moses Reis gespendet worden.
Auch die Rabbinerwohnung war zunächst im Gebäude Uhlandstraße 7. Die zweite Rabbinerwohnung war die Bismarckstraße 3a, das genauso der Israelitischen Religionsgemeinschaft Adass Jeschurun gehörte. Dort wurde 1920 auch eine Mikwe für die Gemeindemitglieder eingerichtet. Die Israelitische Gemeindepflege und das Israelitische Kirchenvorsteheramt befanden sich in der Roßkampfstraße 21.

### Zerstörung und Shoa
1933 zählte die Gemeinschaft Adass Jeschurun etwa 60 Mitglieder. 1935 ging die Mitgliederzahl auf 40 bis 45 zurück. Am Morgen des 10. November 1938, dem Tag nach der Reichspogromnacht, wurde der Betsaal verwüstet. Der Luftangriff auf Heilbronn zerstörte das Gebäude.